# Eremobates gladiolus
Eremobates gladiolus es una especie de arácnido  del orden Solifugae de la familia Eremobatidae.

## Distribución geográfica
Se encuentra en Canadá y en Estados Unidos.